# Maske
Maske è il primo album da solista del rapper tedesco Sido. In Germania ricevette il disco d'oro.

## Tracce
1. Intro – 2:17
2. Aus'm Weg – 4:23
3. Steig ein – 3:37
4. Mein Block – 4:08
5. Maske – 3:28
6. Mama ist stolz – 4:17
7. Skit – 1:37
8. Endlich Wochenende – 3:44
9. 3 Leben (feat. Tony D & Mesut) – 4:34
10. Knast (feat. MOK) – 5:22
11. Taxi (feat. Olli Banjo) – 3:06
12. Fuffies im Club – 3:47
13. Was hat er? (feat. Olli Banjo) – 4:09
14. Glas hoch (feat. Harris) – 4:59
15. Die Sekte (feat. B-Tight, Tony D, Mesut, Fuhrmann & Bendt) – 5:04
16. Ghettoloch – 3:58
17. Sido aus'm Block – 1:21